# Гельмут Герглоц
Гельмут Герглоц (нім. Helmut Herglotz; 15 березня 1918, Вінер-Нойштадт — 2 лютого 1984) — німецький офіцер-підводник, оберлейтенант-цур-зее крігсмаріне.

## Біографія
1 жовтня 1938 року вступив на флот. В квітні-жовтні 1941 року — вахтовий офіцер на підводному човні U-143. З 19 листопада 1941 року — 1-й вахтовий офіцер на U-408. В жовтні-листопаді 1942 року пройшов курс командира човна. З 20 листопада 1942 по 12 грудня 1943 року — командир U-2, з 27 грудня 1943 по квітень 1945 року — U-290, на якому здійснив 3 походи (разом 105 днів у морі), з квітня по 5 травня 1945 року — U-1303.

## Звання
- Кандидат в офіцери (1 жовтня 1938)
- Морський кадет (1 липня 1939)
- Фенріх-цур-зее (1 грудня 1939)
- Оберфенріх-цур-зее (1 серпня 1940)
- Лейтенант-цур-зее (1 квітня 1941)
- Оберлейтенант-цур-зее (1 січня 1943)

## Нагороди
- Залізний хрест 2-го і 1-го класу
- Нагрудний знак підводника